# Амаду Пате Діалло
Амаду Пате Діалло (фр. Amadou Pathé Diallo, нар. 11 жовтня 1964, Бамако) — малійський футболіст, що грав на позиції півзахисника. Відомий за виступами в низці португальських клубів, та у складі національної збірної Малі. По закінченні виступів на футбольних полях — малійський футбольний тренер.

## Клубна кар'єра
Амаду Пате Діалло народився в Бамако, і розпочав виступи на футбольних полях у 1983 році в місцевому клубі «Реал Бамако», в якому грав до 1987 року, та тричі став у його складі чемпіоном Малі. У 1987 році Діалло перейшов до складі португальського клубу «Спортінг» з Лісабона, проте в основному складі команди не зіграв, і в 1988 році перейшов до складу іншої команди Прімейри «Академіку» (Візеу), у складі якої зіграв 20 матчів чемпіонату. У 1989 році малійський півзахисник перейшов до складу нижчолігового португальського клубу «Пенафієл», а з 1990 до 2000 року грав у складі нижчолігових португальських клубів «Катейренсі» і «Портімоненсі», після чого завершив виступи на футбольних полях.

## Виступи за збірні
У 1983—1997 роках Амаду Пате Діалло грав у складі національної збірної Малі. у складі збірної брав участь у домашньому Кубку африканських націй 1994 року, на якому малійська збірна зайняла 4-те місце. Загалом у складі збірної зіграв 12 матчів, у яких відзначився 2 забитими м'ячами.

## Тренерська кар'єра
Після завершення кар'єри гравця Амаду Пате Діалло тричі — в 2006, 2012 і 2013 роках виконував обов'язки головного тренера національної збірної Малі.